# Giuseppe Pelli
Giuseppe Pelli (ur. ?, zm. 1964) – szwajcarski strzelec, mistrz świata.
Podczas swojej kariery Giuseppe Pelli zdobył trzy razy złoty medal na mistrzostwach świata. Za każdym razem dokonał tego w tej samej konkurencji, czyli w karabinie dowolnym w trzech postawach z 300 m drużynowo (1925, 1927, 1928). W 1925 i 1927 roku był czwartym zawodnikiem drużyny, a na turnieju w 1929 roku uzyskał najsłabszy rezultat w szwajcarskim zespole.
Był związany z Bellinzoną. W jednym z wywiadów Pelli stwierdził, iż jest pierwszym strzelcem z kantonu Ticino, który wziął udział w imprezie o randze mistrzostw świata.
Był m.in. chronometrażystą w biegach na orientację organizowanych w kantonie Ticino. Zmarł w 1964 roku.

## Medale mistrzostw świata
Opracowano na podstawie materiałów źródłowych:
| Mistrzostwa     | Konkurencja                                     | Wynik                                          | Miejsce |
| --------------- | ----------------------------------------------- | ---------------------------------------------- | ------- |
| St. Gallen 1925 | Karabin dowolny, trzy postawy, 300 m, drużynowo | 5386 pkt. (druż.) 1056 pkt. ind. (374–345–337) |         |
| Rzym 1927       | Karabin dowolny, trzy postawy, 300 m, drużynowo | 5379 pkt. (druż.) 1071 pkt. ind. (372–365–334) |         |
| Loosduinen 1928 | Karabin dowolny, trzy postawy, 300 m, drużynowo | 5391 pkt. (druż.) 1061 pkt. ind. (364–357–340) |         |